# Nemoptera bipennis
Nemoptera bipennis is een netvleugelige uit de familie Nemopteridae. 

## Kenmerken
De soort heeft opvallend lange achtervleugels, een soort staarten, die tot 5 centimeter lang kunnen worden, terwijl het lijf nog geen twee centimeter lang is. 

## Verspreiding en leefgebied
De soort komt voor in Spanje, Portugal en Frankrijk. Aan de oostkant van het Middellandse Zeegebied komen sterk gelijkende soorten voor. 
De habitat bestaat uit kalkrijke gronden met lage begroeiing. De larven leven van diverse ongewervelden en zijn onder de grond te vinden.